# Elegia tectorum
Elegia tectorum är en gräsväxtart som först beskrevs av Carl von Linné d.y., och fick sitt nu gällande namn av Moline och Hans Peter Linder. Elegia tectorum ingår i släktet Elegia och familjen Restionaceae. Inga underarter finns listade i Catalogue of Life.

## Bildgalleri

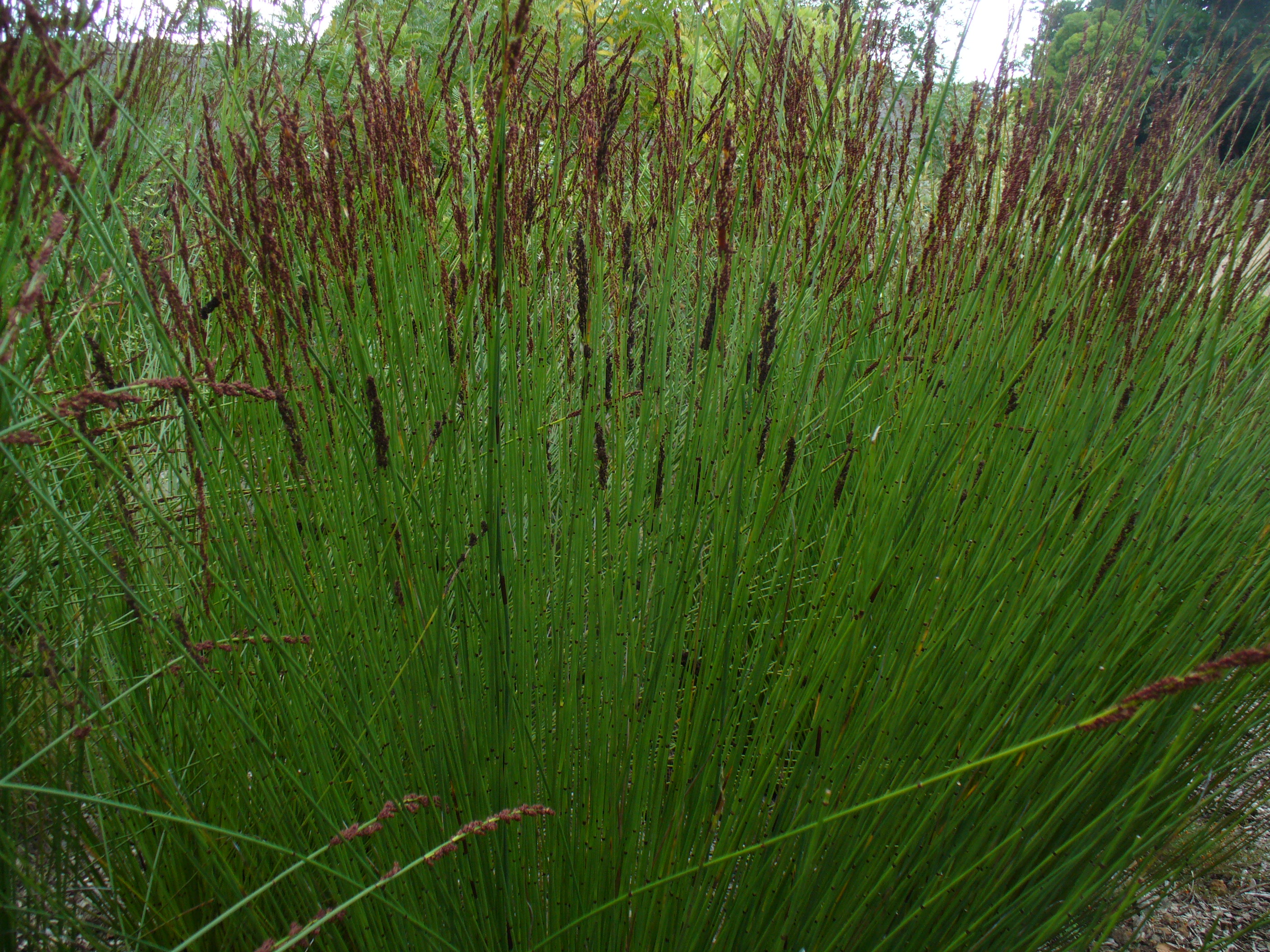
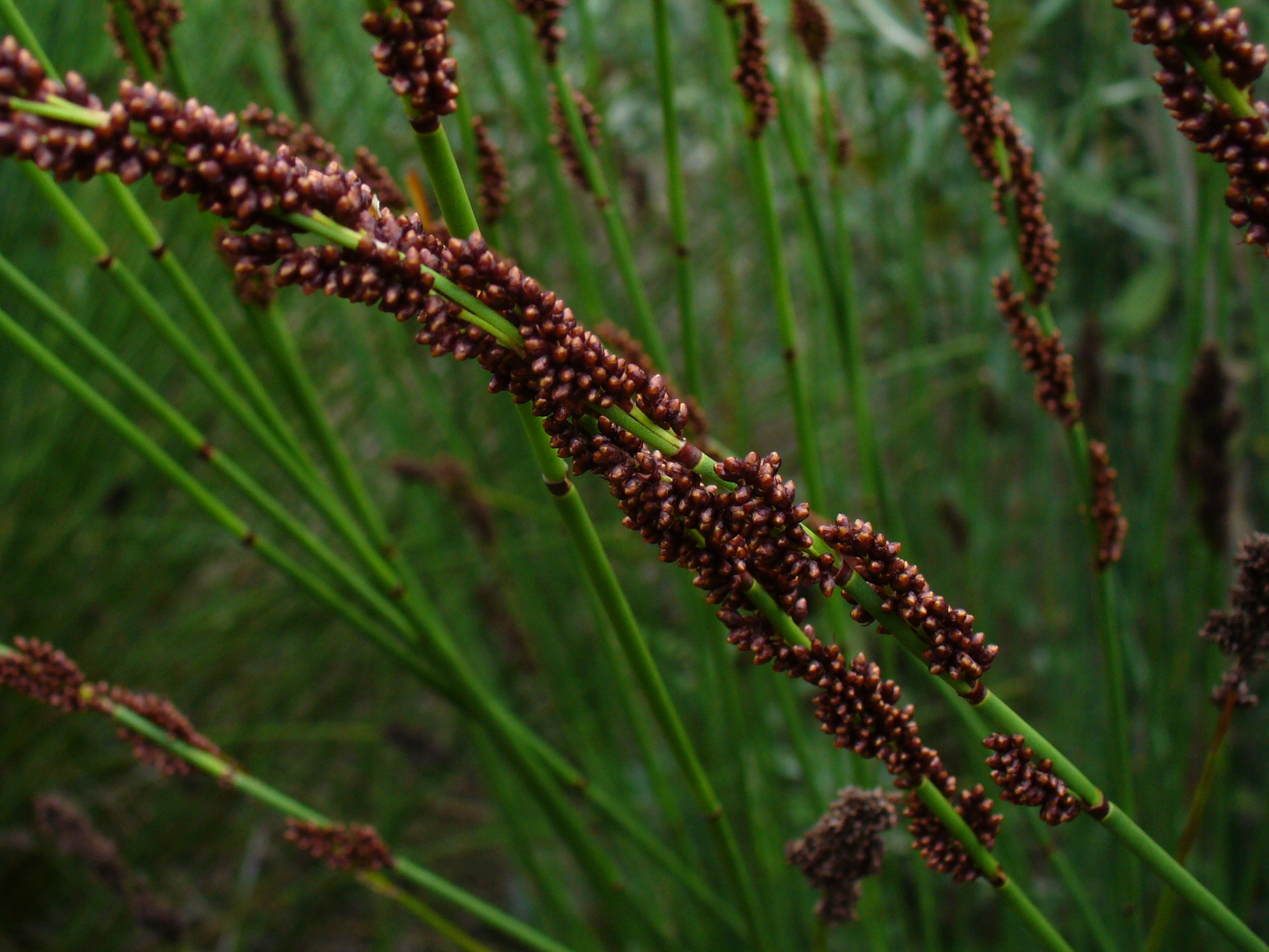